# Élections fédérales australiennes de 1917
Les élections fédérales australiennes de 1917 ont eu lieu le 5 mai 1917, afin d'élire 75 sièges à la Chambre des représentants et 18 des 36 sièges au Sénat. Le Parti nationaliste en place, dirigé par le Premier ministre Billy Hughes, a vaincu le Parti travailliste de l'opposition dirigé par Frank Tudor.